# Gorod zazjigajet ogni
Gorod zazjigajet ogni (russisk: Город зажигает огни, dansk: Byen lyser op) er en sovjetisk spillefilm fra 1958 produceret af Lenfilm og instrueret af Vladimir Vengerov. Filmen er baseret på V. Nekrasovs roman I hjembyen. Filmen havde premiere i Sovjetunionen den 21. juli 1958.

## Handling
Efterretningsofficeren Nikolaj Mitjasov er sået under krigen og vender tilbage til sin hjemby, der ligger i ruiner. Han finder ud af, at hans hustro har været ham utro. Men Nikolaj finder styrken til at udholde tabets bitterhed, han møder Valja og begynder et nyt liv ...

## Medvirkende
- Nikolaj Pogodin som Nikolaj Mitjasov
- Jelena Dobronravova som Valja
- Oleg Borisov som Sergej Jerosjin
- Lilija Alesjnikova som Sjura Mitjasova
- Pavel Usovnitjenko som Khokhrjakov